# Turbo spin echo
La sequenza turbo spin echo o fast spin echo è, nell'imaging a risonanza magnetica, una sequenza di eccitazione derivata dalla spin echo, particolarmente veloce, perché in grado di codificare più linee del k-spazio in un'unica eccitazione.

## Descrizione

schema dei segnali RF e dei gradienti di codifica di fase di una sequenza fast/turbo spin echo

A differenza della sequenza spin-echo tradizionale, in cui si acquisisce una sola linea del k-spazio (e quindi dell'immagine), dopodiché è necessario aspettare che la magnetizzazione ritorni allo stato di equilibrio (normalmente alcuni secondi), in una sequenza fast spin echo si acquisisce una serie di echi prodotti da vari impulsi a 180° che rifocalizzano la magnetizzazione dopo l'impulso a 90° di eccitazione (vedi figura).
Ad ognuno di questi echi viene assegnata una diversa codifica di fase, e quindi riempie una diversa riga del K-spazio.
La codifica di fase viene effettuata applicando un gradiente lungo l'asse della fase prima della formazione dell'eco. Lo stesso gradiente viene poi riapplicato invertito immediatamente dopo l'eco. In questo modo gli spin si riallineano e si comportano come se non fossero mai stati perturbati nell'eco successivo.
Il numero di echo registrabili (detto echo train length o ETL) per ogni segnale varia da 2 fino ad oltre 30 in funzione soprattutto della lunghezza del tempo di ripetizione della sequenza (TR) e dal tipo di scanner impiegato, tanto maggiore sarà il TR della sequenza tanti più echo potranno essere registrati per ogni segnale.
La qualità, ossia l'ampiezza del segnale raccolto  ad ogni successiva rifocalizzazione sarà sempre minore perché sarà soggetta a decadimento T2 ma comunque utile alla formazione dell'immagine.
Valori tipici di ETL per le sequenze pesate in T1 sono 2-3 (in quanto è necessario un TR breve) mentre per le sequenze ponderate in T2, data la notevole lunghezza del TR, il treno degli echi può raggiungere valori considerevoli anche fino a oltre 30.

## Caratteristiche del contrasto
Dal momento che il contrasto dell'immagine è dato prevalentemente dal centro del k-spazio, esso si può modificare decidendo di acquisire lo stesso tra i primi echi oppure dopo un certo tempo. Più tardi si acquisisce il centro del k-spazio, maggiore sarâ l'attenuazione da esso subita per il tempo di rilassamento T2, e quindi l'immagine risulterà maggiormente pesata T2, se invece il centro si acquisisce tra i primi echi, la sequenza diventerà pesata T1 oppure pesata secondo la densità protonica a seconda del TR.